# Krajowa Izba Odwoławcza
Krajowa Izba Odwoławcza – instytucja powołana ustawą z dnia 13 kwietnia 2007 r. nowelizującą ustawę Prawo zamówień publicznych, w celu rozpoznawania odwołań wnoszonych w toku postępowań o udzielenie zamówień publicznych (przed 2007 r. odwołania rozpatrywały zespoły arbitrów).

## Opis
Postępowanie przed Izbą ma charakter postępowania przed sądem polubownym, a od orzeczenia Izby przysługuje skarga do Sądu Okręgowego w Warszawie. 
W skład Izby wchodzi nie więcej niż 100 członków powoływanych i odwoływanych przez ministra właściwego do spraw gospodarki spośród osób spełniających ustawowe wymagania, które uzyskały najlepsze wyniki w postępowaniu kwalifikacyjnym. Na czele Izby stoją prezes i wiceprezes powoływani na trzyletnią kadencję przez ministra właściwego do spraw gospodarki na wniosek Prezesa Urzędu Zamówień Publicznych spośród zgłoszonych członków Izby.